# Fravita
Flávio Fravita (em latim: Flavius Fravitta; m. 401) foi um chefe godo do exército imperial bizantino que adquiriu altas patentes. Tornou-se mestre dos soldados do Oriente (Magister militum per Orientem) em 399 e cônsul em 401 devido sua vitória naval no Helesponto contra as forças do rebelde Gainas em 400; a necessidade de uma reação urgente contra Gainas forçou Fravita a formar um exército utilizando cidadãos e desertores das forças de Gainas que foram apressadamente treinados. Intrigas arquitetadas pelo partido antigermânico na corte imperial provocaram a queda de Fravita que foi condenado e executado por traição em 401.